# 渡邊ヒロアキ
Hiro Watanabe/渡邊ヒロアキ（ヒロワタナベ/ワタナベヒロアキ(Watanabe Hiroaki)、1991年8月6日 - ）は、日本の歌手。静岡県浜松市出身。

## 来歴
- 2013年
  - avex max audition2013でファイナリストに選出される。
- 2014年
  - 3月31日 - ZIP!の「にっぽん わくわくキャラバン」のコーナーで大学新卒旅人として日本一周の旅を始める（2016年4月3日まで）。
  - 8月6日 - 1stシングル『この街に』でアーティストデビュー。
- 2015年
  - 4月6日 - 「にっぽん わくわくキャラバン」二周目の旅を始める。
- 2016年
  - 1月13日 - 2ndシングル『この歌にかえて』発売。
  - 3月25日 - 「にっぽん わくわくキャラバン」二周目の旅を終え、同年4月からコーナーレギュラーとなることを発表。
  - 4月11日 - ZIP!のコーナー「HATE-NAVI」のレポーター（ハテナビゲーター）としてレギュラー出演を果たす。
  - 12月21日 - 1stカバーアルバム『Re:memories』発売。
- 2017年
  - 4月3日 - SBSラジオ「聴くディラン」月・火・水曜日のメインパーソナリティに就任。
  - 11月22日 - 3rdシングル『風を追い越して』デジタル配信リリース。同年12月2日に開催されたしずおか市町対抗駅伝の公式テーマソング。
- 2018年
  - 7月4日 - 4thシングル『この夏をいつか』デジタル配信リリース。第100回全国高校野球選手権記念大会 静岡大会 SBSラジオ中継のテーマソング。
  - 9月28日 - 「にっぽん わくわくキャラバン」時代から合わせて約4年半出演していたZIP!を卒業。
- 2019年
  - 4月18日 - アーティストネームのクレジットを「Hiro Watanabe」に改名したことを発表。
  - 5月4日 - 改名後初シングル(5th)『The last night』デジタル配信リリース。
  - 6月4日 - 1st EP『MIXED EMOTIONS』デジタル配信リリース。"この夏をいつか"、"The last night"含む全6曲入り。会場特典またはWeb STOREにてCD販売あり。
  - 9月10日 - Web STOREをOPEN
- 2020年
  - 3月24日 - 2017年4月より3年間出演していたラジオ番組「聴くディラン」を卒業。同年3月27日に番組も終了。
  - 10月10日 - 6thシングル『Damn Girl』デジタル配信リリース。
- 2021年
  - 2月14日 - ポッドキャスト「Brain Bounce(仮)」配信中。詳細は外部リンクへ。
- 2022年
  - 7月25日 - 7thシングル『抱きしめるよ』デジタル配信リリース。

## 出演

### テレビ
- ZIP!（日本テレビ）（2014年3月31日 - 2018年9月28日）
  - にっぽん わくわくキャラバン（2014年3月31日 - 2016年3月25日）
  - ハテナビ（2016年4月11日 - 2018年9月28日）不定期出演
- ゴジてれ Chu !（福島中央テレビ、2015年4月9日）
- OH!バンデス（ミヤギテレビ、2015年4月15日）
- かごピタ（鹿児島読売テレビ、2015年11月20日）

### ラジオ
- 聴くディラン（静岡放送、2017年4月3日 - 2020年3月27日）月・火・水、2018年10月1日から月・火曜日担当
- tea time speakers（静岡放送・浜松エフエム放送、2018年4月14日 - 2020年3月28日）不定期出演

## ディスコグラフィ

### シングル
|   | 発売日         | タイトル                 | 楽曲制作                                                           | 最高位 |
| - | -------------- | ------------------------ | ------------------------------------------------------------------ | ------ |
| 1 | 2014年8月6日   | この街に                 | 作詞：渡邊ヒロアキ 作曲：渡邊ヒロアキ 編曲：末光篤                 | 103位  |
| 2 | 2016年1月13日  | この歌にかえて           | 作詞：渡邊ヒロアキ 作曲：渡邊ヒロアキ 編曲：末光篤                 | 100位  |
| 3 | 2017年11月22日 | 風を追い越して(配信限定) | 作詞：渡邊ヒロアキ 作曲：渡邊ヒロアキ 編曲：渡邊ヒロアキ           |        |
| 4 | 2018年7月4日   | この夏をいつか(配信限定) | 作詞：渡邊ヒロアキ 作曲：渡邊ヒロアキ 編曲：上條頌                 |        |
| 5 | 2019年5月4日   | The last night(配信限定) | 作詞：HiroWatanabe 作曲：HiroWatanabe 編曲：HiroWatanabe           |        |
| 6 | 2020年10月10日 | Damn Girl(配信限定)      | 作詞：HiroWatanabe 作曲：HiroWatanabe 編曲：中野定博・HiroWatanabe |        |
| 7 | 2022年7月25日  | 抱きしめるよ(配信限定)   | 作詞：HiroWatanabe 作曲：HiroWatanabe 編曲：HiroWatanabe           |        |

### EP
|   | 発売日       | タイトル       | 楽曲制作                                                 | 最高位 |
| - | ------------ | -------------- | -------------------------------------------------------- | ------ |
| 1 | 2019年6月4日 | MIXED EMOTIONS | 作詞：HiroWatanabe 作曲：HiroWatanabe 編曲：HiroWatanabe |        |

### アルバム
|   | 発売日         | タイトル    | 楽曲制作             | 最高位 |
| - | -------------- | ----------- | -------------------- | ------ |
| 1 | 2016年12月21日 | Re:memories | 作詞： 作曲： 編曲： |        |